# Metereca abnormis
Metereca abnormis is een hooiwagen uit de familie Assamiidae.